# Valle (Arizona)
Valle è un census-designated place degli Stati Uniti d'America, situato nella contea di Coconino dello Stato dell'Arizona.
In prossimità del centro abitato sono presenti due stazioni di servizio, qualche negozio e un piccolo ufficio postale, oltre a un aeroporto, a un museo dell'aviazione e a un parco tematico ispirato al cartone animato Gli antenati.

## Geografia fisica
Situata ad un'altitudine di 1827 metri sul livello del mare, è posta all'intersezione fra la U.S. Route 180 e l'Arizona State Route 64.
Valle occupa un'area totale di 631,67 km² (243,89 mi²), formalmente tutti di terra e nessuno di acqua.

## Società

### Evoluzione demografica
Al censimento del 2010 la località contava 832 abitanti.